# Santa Brígida (Bahia)
Santa Brígida é um município brasileiro no interior e norte do estado da Bahia. Sua população estimada em 2021 era de 13 917 habitantes, de acordo com o IBGE.

## História
A região de Santa Brígida foi colonizada nos séculos XVII e XVIII, por vaqueiros ligados à Casa da Torre.
Originalmente, o território municipal de Santa Brígida era uma sesmaria, pertencente ao português Antônio Manoel de Souza, herdada do seu sogro Joaquim José do Bonfim. Em homenagem à sua finada esposa Brígida, Antônio Manoel nomeou, em 1817, a sesmaria como Santa Brígida.
Com o passar do tempo, outras pessoas foram se fixando na Fazenda Santa Brígida, incluindo escravizados libertos após a Abolição da Escravidão (1888).
O povoado de Santa Brígida, hoje cidade, começou a se formar por volta de 1912, com a chegada de vaqueiros de estados vizinhos que vinham realizar a agropecuária.
Em 1945, após anos peregrinando pelo Nordeste, o beato e ex-militar Pedro Batista se fixou em Santa Brígida, com a autorização do Coronel João Gonçalves de Sá. Esse beato começou a atrair romeiros, que o viam como um representante de Deus, para Santa Brígida, cujo movimento era acompanhado pelo Coronel para que certificasse que não se formaria uma segunda Canudos na região.
Posteriormente, o povoado de Santa Brígida foi elevado à categoria de distrito, subordinado a Jeremoabo, do qual se desmembrou e foi elevado à categoria de município pela Lei n° 1757 de 27 de julho de 1962, sendo instalado em 7 de abril do ano seguinte, com a posse do primeiro prefeito, Zenor Pereira Teixeira, e da primeira legislatura da Câmara Municipal.
Nos governos de Miguel Campos e Rosália França, no final da década de 1980 e anos 1990, o município passou a ter água encanada e energia elétrica, e os prefeitos sucessores foram expandindo isso. Em seguida, nota-se uma grande melhoria da infraestrutura e no desenvolvimento urbano no governo do Padre José Francisco Teles (2005-2013), e, no governo de Carlos Clériston Santana Gomes, "Gordo de Raimundo", (2013-2021), um grande avanço na saúde, com a criação de novos postos de saúde.

## Geografia
Santa Brígida está localizada no Nordeste da Bahia e está inserida no chamado Polígono das Secas. O município possui como relevo o pediplano sertanejo, o clima, tropical semiárido e a vegetação, a Caatinga.

O município faz divisa com Pedro Alexandre, Paulo Afonso e Jeremoabo na Bahia e Canindé de São Francisco em Sergipe.